# Josef Krämer
Pour les articles homonymes, voir Kramer.
Josef Krämer (Gelsenkirchen, 4 mai 1878 - 20 janvier 1954) fut un ancien tireur à la corde, gymnaste et athlète allemand. Il a participé aux Jeux olympiques intercalaires de 1906 et remporta la médaille d'or avec l'équipe allemande en tir à la corde.